# フェデリコ・バルバロ
フェデリコ・バルバロ（Federico Barbaro, 1913年 - 1996年）は、イタリア出身のサレジオ会士・聖書学者で多くの著訳書がある。

## 略歴
1913年、ヴェネツィアの近郊にあるフィウーメ・ヴェーネトに生まれる。1934年、ローマ・グレゴリアン大学哲学科卒業。1935年、カトリックの宣教師として来日。
1947年より日本語版・口語訳聖書の刊行に着手し、1953年に新約聖書、1964年には旧約聖書の第二正典を含めた旧約・新約全巻（いわゆる「バルバロ訳」）を完成させた。改訳版を講談社で出版し今日まで重版されている。
1961年、イタリア騎士団勲章受章。1965年、文部省より文化功労感謝状を贈られる。1970年、『キリスト伝』で日本翻訳文化賞受賞。1996年2月29日、イタリアのポルデノーネにて死去。

## 編著書
- 『復興へ!　カトリツク講話集』ドン・ボスコ社, 1939
- 『新約聖書註解集』全4巻、ドン・ボスコ社, 1940-46
- 『聖ドン・ボスコの教育法』編 ドン・ボスコ社, 1941
- 『路加聖福音書註解』編 教成社, 1944
- 『ヨハネ聖福音書註解』編 ドン・ボスコ社, 1946
- 『使徒行録註解』編 ドン・ボスコ社, 1947
- 『高等宗教講義 第1 神』ドン・ボスコ社, 1954
- 『高等宗教講義 第2 キリスト』ドン・ボスコ社, 1954
- 『高等宗教講義 第3 キリスト教』ドン・ボスコ社, 1955
- 『新約聖書註解集 第6 ローマ人への書簡註解』ドン・ボスコ社, 1954
- 『中等宗教科 1 信仰』、『2 倫理』ドン・ボスコ社, 1956
- 『新約聖書注解集 第9 幽囚の書簡「エフェゾ、フィリッピ、コロサイ、フィレモン」注解』ドン・ボスコ社, 1961
- 『深い淵から 各時代の祈り』編 竹内泰子 訳、修徳文庫 ドン・ボスコ社, 1962
- 『高等宗教科 2 キリストの探究』、『3 キリスト教の探究』ドン・ボスコ社, 1965
- 『新約聖書註解集 第5 使徒行録注解』ドン・ボスコ社, 1965
- 『新約聖書註解集 第7 コリント人への手紙注解』ドン・ボスコ社, 1965
- 『新約聖書注解集 第1 聖マテオ福音書注解』ドン・ボスコ社, 1966
- 『新約聖書注解集 第10 牧者への手紙、ヘブライ人への手紙注解』ドン・ボスコ社, 1966
- 『新約聖書註解集 第8 ガラツィア人への手紙注解、テサロニケ人への手紙注解』ドン・ボスコ社, 1966
- 『新約聖書注解集 第11 公書「ヤコボ、ペトロ、ヨハネ、ユダ」注解』ドン・ボスコ社, 1967
- 『新約聖書注解集 第12 ヨハネの黙示録注解』ドン・ボスコ社, 1967
- 『愛を求める心』講談社, 1967／ドン・ボスコ社, 2000
- 『三分の黙想 1・2』訳編 ドン・ボスコ社, 1968-71、改訂1987
- 『旧約聖書注解集 1 詩篇注解 上 1-72篇』ドン・ボスコ社, 1968
- 『旧約聖書注解集 2 詩篇注解 下 73-150篇』ドン・ボスコ社, 1970
- 『メデュゴーリエでの聖母の出現 鉄のカーテンの彼方から平和の声』ドン・ボスコ社, 1987.12

### 翻訳
- エウゼニオ・ピラ『小殉教者　カトリツク講話集』ドン・ボスコ社, 1937
- レヰス・ウオーレス『ベン・ウール 第一世紀歴史小説』尾方寿恵 共訳、中央出版社，1943/ドン・ボスコ社, 1946
- カール・アダム『キリストの真相』尾方寿恵 共訳、中央出版社, 1946
  - カール・アダム『キリスト・イエズス』尾方寿恵 共訳、中央出版社「中央ライブラリー」文庫, 1964
- アレッサンドロ・マンゾーニ『婚約者』尾方寿恵 共訳、岩波文庫(上中下), 1946-49、改版1973、復刊2003ほか
- デ・サンテイ『母のかたみ』尾方寿恵 共訳、ドン・ボスコ社, 1947
- レネ・バゼン『讃歌』尾方寿恵 共訳、ドン・ボスコ社, 1948
- ヂョヴァンニ・パピニ『地獄の石』尾方寿恵 共訳、ドン・ボスコ社, 1949
- イヂノ・ヂョルダーニ『キリストの社会宣言』尾方寿恵 共訳、中央出版社, 1949
- 『より高く 傑作小品集』尾方寿恵 共編訳、ドン・ボスコ社, 1950
- 聖ド・モンフォル『聖母マリアへのまことの信心』ドン・ボスコ社, 1951、改訂第6版 1967
- 『新約聖書 口語訳』ドン・ボスコ社, 1953
  - 『旧約 新約聖書 口語訳』アロイジオ・デルコル 共訳、ドン・ボスコ社, 1964
  - 『福音朗読集 バルバロ・デルコル両師の聖書口語訳による臨時用版』デルコル神父 編、碑文谷カトリック教会, 1973 抜粋版
- L.ニグリス『宇宙の神秘』ドン・ボスコ社, 1962
- A.ブリュノ『聖パウロの宣言』カトリック全書 ドン・ボスコ社, 1962
- A.オフレー『ドン・ボスコの生涯』ドン・ボスコ社, 1964
- 聖アウグスティヌス『信心生活』尾方寿恵共訳、ドン・ボスコ社, 1966
- 聖ヨハネ・ボスコ『聖書物語』ドン・ボスコ社, 1968
- ジュゼッペ・リッチョッティ『キリスト伝』講談社, 1970／ドン・ボスコ社, 1991
- カルロ・カレット『物事の彼方へ』尾方寿恵 共訳、ドン・ボスコ社, 1971
- カルロ・カレット『愛につばさを』尾方寿恵 共訳、ドン・ボスコ社, 1971
- カルロ・カレット『砂漠からの手紙』尾方寿恵 共訳、ドン・ボスコ社, 1971
- R.P.A.ハンマン『洗礼』ドン・ボスコ社, 1972
- アレッサンドロ・プロンザート『面倒な福音』尾方寿恵 共訳、ドン・ボスコ社, 1973
- 『福音書の世界』ミメップ 編、講談社, 1976 - 図版入門書
- 『旧約聖書の世界』ミメップ 編、講談社, 1984.3 - 同上
- 『聖書　旧約 新約』講談社, 1980.11 ISBN 978-4061426061
  - 『新約聖書』講談社, 1981、新版1987 - 分冊版
  - 『聖福音書　合併版』キリスト教名著普及会, 1994 - 改訂新版の分冊

聖書シリーズ 講談社（新書判、田中澄江解説）
- 『1 天地創造 創世の書』講談社, 1981.10 
  - 『旧約聖書　天地創造　創世の書』講談社学術文庫, 2011.4 - 改訂新版
- 『2 エジプトをのがれて 脱出の書』講談社, 1981.11
- 『3 イスラエルの勝利 マカバイの書』講談社, 1982.2
- 『4 苦難を乗り越えて ヨブの書・格言の書・雅歌』講談社, 1981.12
- 『5 信仰と愛と希望と 詩篇』講談社, 1981.10
- 『6 伝道者のことば コヘレットの書・知恵の書・シラの書』講談社, 1982.1
- 『7 希望の大預言者 イザヤの書』講談社, 1981.11
- 『8 憐みの大預言者 エレミアの書・哀歌』講談社, 1982.2
- 『9 平和の預言者 エゼキエルの書・ダニエルの書』講談社, 1982.1
- 『10 イエズスのことば マテオ・マルコ・ルカ・ヨハネによる福音書』講談社, 1981.10
- 『11 キリスト教のあゆみ 使徒行録・ヨハネの黙示録』講談社, 1981.11
- 『12 パウロの手紙』講談社, 1981.12
- マリア・ワルトルタ『マグダラのマリア』あかし書房, 1984、各・訳編
- マリア・ワルトルタ『聖母マリアの詩』上・下、あかし書房, 1985
- マリア・ワルトルタ『イエズスの受難』あかし書房, 1986
- マリア・ワルトルタ『イエズスに出会った人々』全3巻、あかし書房, 1987-1990
- マリア・ワルトルタ『イエズス たそがれの日々』あかし書房, 1990
- マリア・ワルトルタ『受難の前日』あかし書房, 1994
- マリア・ワルトルタ『復活』あかし書房, 1997
- テイラー・カルドウェル『聞いている愛の心』ドン・ボスコ社, 1986.8
- トマス・ア・ケンピス『キリストにならう』ドン・ボスコ社, 改訂版2001、三訂版2022